# Itoshima
Itoshima (糸島市 Itoshima-shi?) es una ciudad en la prefectura de Fukuoka, Japón, localizada en la parte norte de la isla de Kyūshū. El 1 de septiembre de 2020 tenía una población estimada de 98 527 habitantes y una densidad de población de 457 personas por km².

## Geografía
Itoshima se encuentra en el extremo oeste de la prefectura de Fukuoka. La ciudad contiene varias montañas, islas y áreas bajas moderadamente pobladas. Su punto más alto es el monte Rai. Limita con Fukuoka al este, el mar de Genkai al norte y las montañas Sefuri al sur.

## Historia
La ciudad moderna de Itoshima fue establecida el 1 de enero de 2010, a partir de la fusión de la ciudad de Maebaru y los pueblos de Shima y Nijo (del distrito de Itoshima).

## Demografía
Según los datos del censo japonés, la población de Itoshima ha crecido en los últimos 50 años.
| Gráfica de evolución demográfica de Itoshima entre 1940 y 2015 |
|                                                                |
| Oficina de Estadísticas de Japón                               |